# Березниково (Московская область)
Березниково — деревня в Волоколамском районе Московской области России.
Относится к Теряевскому сельскому поселению, до муниципальной реформы 2006 года относилась к Шестаковскому сельскому округу. Население — 0 чел. (2010).

## География
Деревня Березниково расположена на левом берегу реки Локнаш (бассейн Иваньковского водохранилища), примерно в 23 км к северо-востоку от города Волоколамска. Ближайшие населённые пункты — село Шестаково, деревни Нефёдово и Митино. Связана автобусным сообщением с городом Клином.

## Население
| 1852 | 1859 | 1890 | 1899 | 1926 | 2002 |
| ---- | ---- | ---- | ---- | ---- | ---- |
| 55   | ↗65  | ↗82  | ↘60  | ↗78  | ↘1   |
| 2006 | 2010 |      |      |      |      |
| →1   | ↘0   |      |      |      |      |

## История
В «Списке населённых мест» 1862 года Березникова — казённая деревня 1-го стана Клинского уезда Московской губернии по левую сторону Волоколамского тракта, в 34 верстах от уездного города, при реке Локноше, с 7 дворами и 65 жителями (29 мужчин, 36 женщин).
По данным на 1890 год входила в состав Калеевской волости Клинского уезда, число душ составляло 82 человека.
В 1913 году — 12 дворов.
В 1917 году Калеевская волость была передана в Волоколамский уезд.
По материалам Всесоюзной переписи населения 1926 года — деревня Нефёдовского сельсовета Калеевской волости Волоколамского уезда, проживало 78 жителей (34 мужчины, 44 женщины), насчитывалось 17 крестьянских хозяйств.
С 1929 года — населённый пункт в составе Волоколамского района Московской области.
До 1775 года - пустошь стана Юрьева Слобода, владение Вотчинской коллегии секретаря Герасима Иванова сына Ефимова. межевал 11 июля 1768 г Андрей Языков